# Церковь Рождества Христова (Крохино)
Церковь Рождества Христова в Крохине — православный храм в бывшем селе Крохино в Белозерском районе Вологодской области, на левом берегу Шексны. Характерный для Белозерского района пример церкви в стиле позднего барокко, построенной в конце XVIII — начале XIX веков, с архаичными для этого времени объёмной композицией и наружным декором. Единственное уцелевшее сооружение посада Крохино. Находится на территории, затопленной в 1961 году при наполнении Шекснинского водохранилища.
Церковь получила известность благодаря пролегающему по Шексне маршруту туристических теплоходов.
В 2009 году стартовал проект по сохранению этого единственного в России храма на воде, сохранившегося после затопления огромных территорий при строительстве Волго-Балтийского водного пути.

## Архитектура

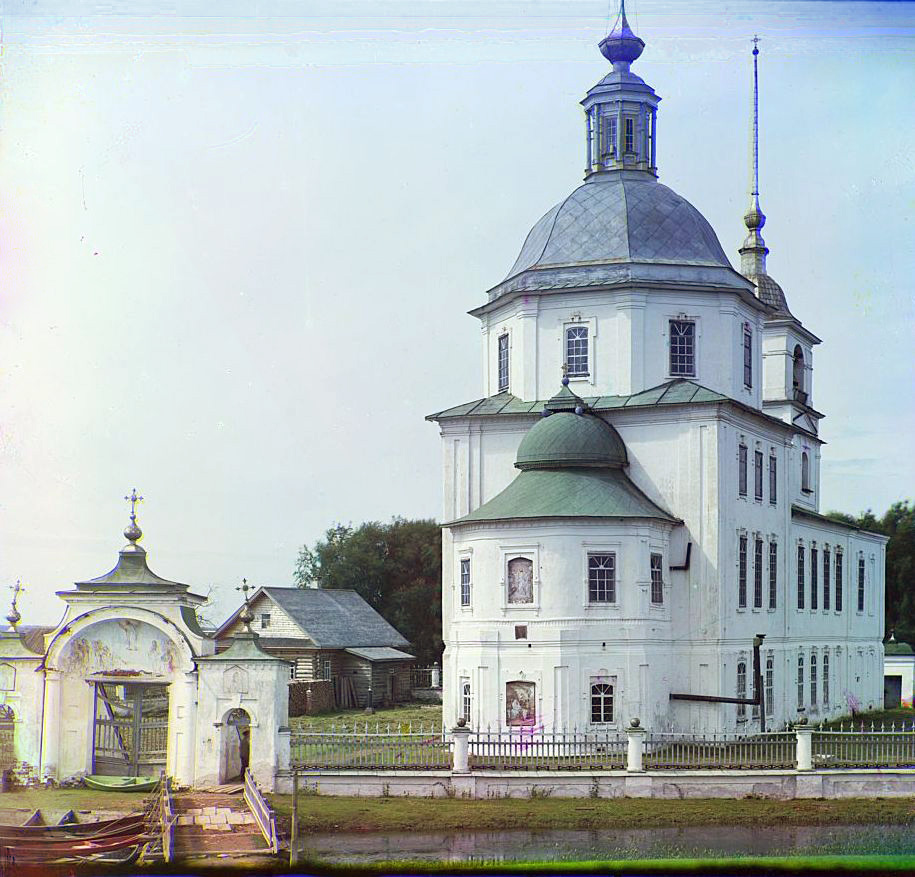
Церковь Рождества Христова в Крохине в 1909 году, фотография С. М. Прокудина-Горского

Двухэтажная церковь Рождества Христова с Никольским и Петропавловским приделами и колокольней была возведена на средства прихожан и строилась с 1788 по 1820 годы. В нижнем, тёплом этаже располагался зимний храм, в верхнем двухсветном — летний. Паперть была пристроена во 2-й половине XIX века.
Кирпичное, побелённое по штукатурке здание выдержано в стиле позднего регионального барокко. Трёхчастная продольно-осевая композиция «кораблём» состоит из одноглавого храма типа «восьмерик на четверике», прямоугольной в плане трапезной и четырёхъярусной столпообразной колокольни, окружённой с трёх сторон двухэтажной папертью. Церковь имела двухэтажный гранёный алтарь с едиными плоскостями граней для зимнего храма на первом этаже и летнего — на втором, апсида завершалась фигурной кровлей с небольшим гранёным куполом. Наружный декор отличается плоскостным характером и жёстким рисунком. Здание было обнесено невысокой сквозной оградой с трёхчастными воротами.
Крохинская церковь являлась архитектурной доминантой всего окружающего ландшафта.
В алтарной части храма на сохранившейся западной стене сохранились незначительные фрагменты настенных росписей, местами едва различимые, в том числе изображение Всевидящего ока и фигур святых.

## После закрытия
В 1937 году крохинская церковь была закрыта, после чего в её здании располагались клуб, сельскохозяйственная мастерская с сушильней сена, склад колхоза «Строитель коммунизма».
В ходе проектирования Волго-Балтийского водного пути Крохино оказалось в числе населённых пунктов, предназначенных к затоплению. В 1953 году в связи с предстоящим затоплением над куполом церкви Рождества Христова был установлен мигающий маяк для судоходства, благодаря чему храм избежал сноса. В 1961 году территория вокруг церкви была залита водами Шексны, лишь у колокольни оставался не затопленным небольшой участок земли. К этому времени разрушились апсида, главы храма и колокольни, перекрытия, внутреннее убранство было утрачено.
В 1973 году кадры с крохинской церковью вошли в фильм Василия Шукшина «Калина красная».
В течение десятилетий под воздействием волн от проходящих по Шексне речных судов и льда стены церкви постепенно разрушались. К 1980-м годам разрушилась кровля колокольни и трапезной, начали рушиться стены четверика, к 2000 году обрушилась часть западной стены трапезной, от восточной части храма осталась только западная стена, примыкающая к трапезной, и отдельно стоящий юго-восточный угол. Летом 2010 года окончательно обвалился юго-восточный угол, просела и начала рушиться колокольня. В конце 2013 года, во время шторма на Белом озере, рухнули оставшиеся части купола.

Процесс разрушения
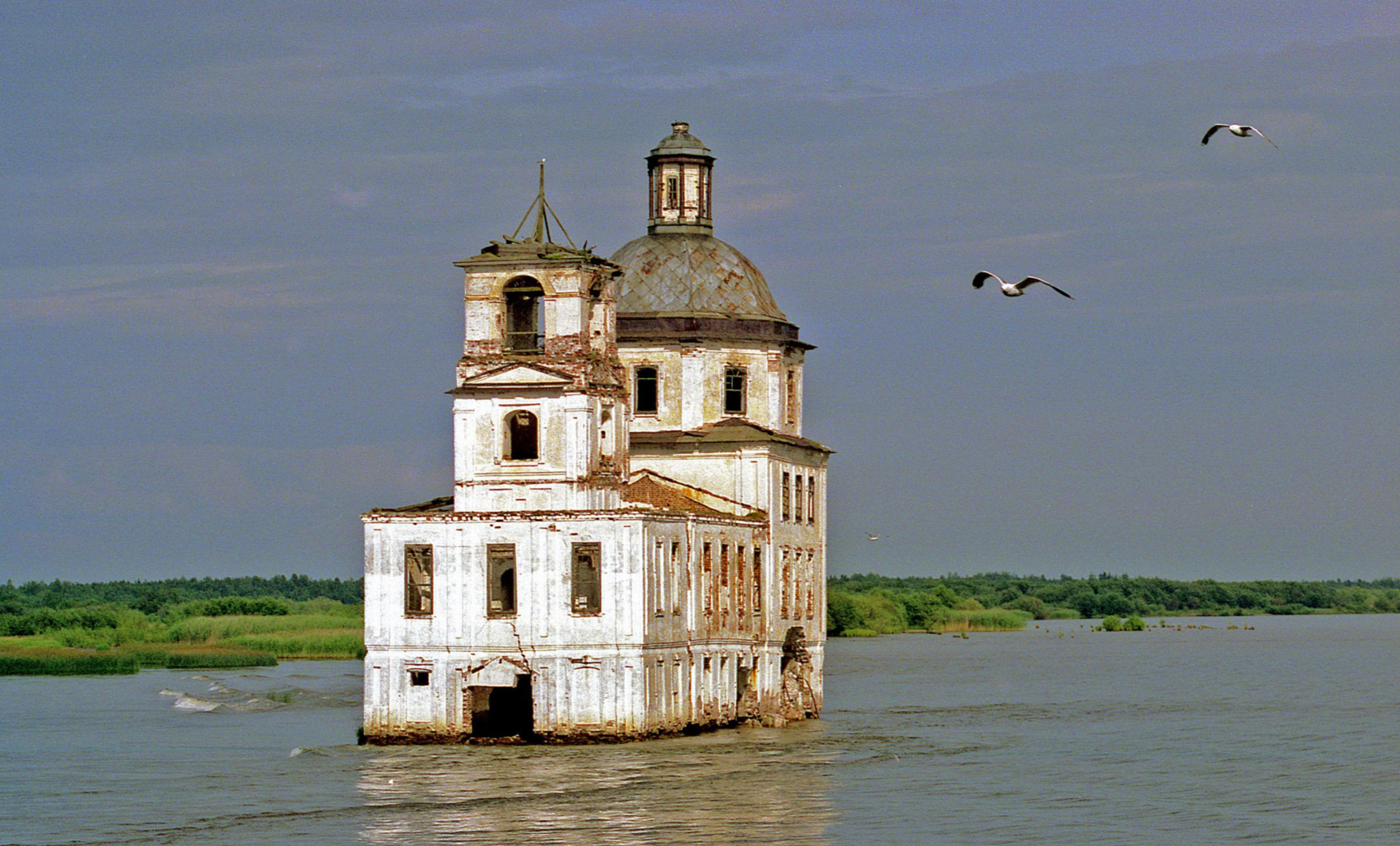
Церковь в июле 1991 года
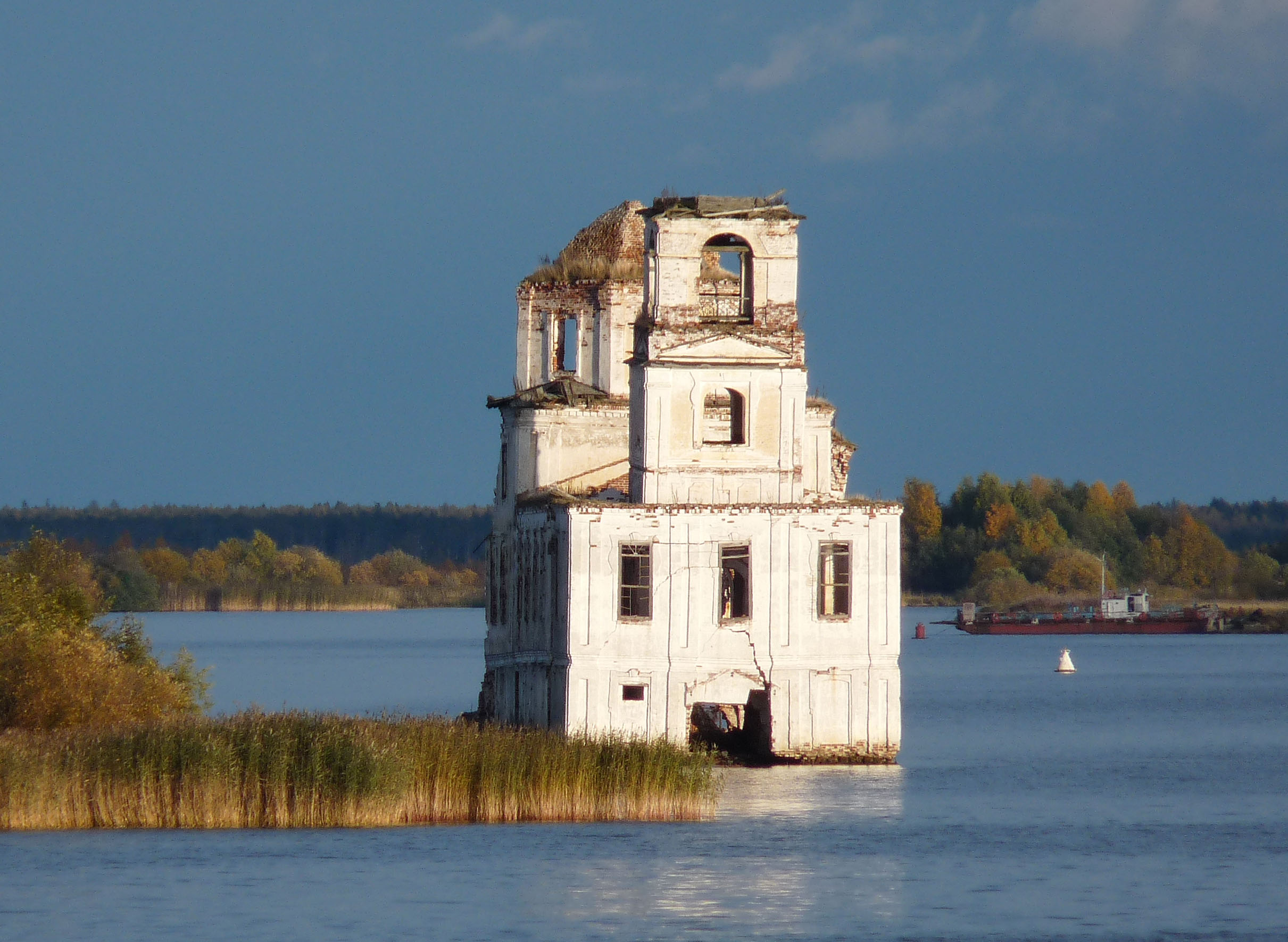
Церковь в сентябре 2009 года
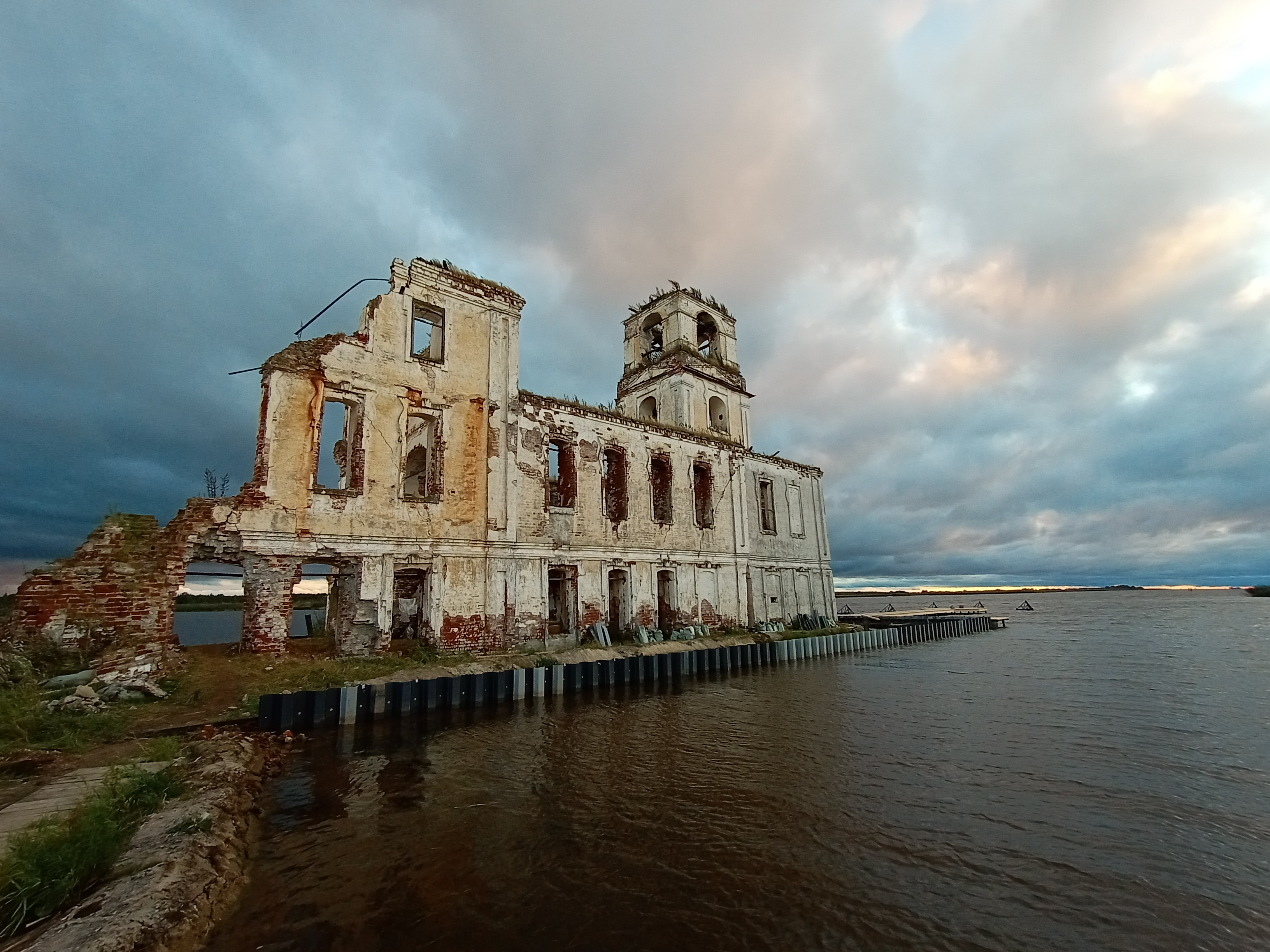
Церковь в августе 2020 года

## Сохранение
Проект по сохранению и консервации церкви Рождества Христова в Крохине стартовал в марте 2009 года по инициативе экономиста Анор Тукаевой, решившей спасти этот уникальный храм XVIII века, впервые увиденный ею во время экспедиции по затопленным местам Вологодчины.
Благодаря созданному в интернете веб-сайту проект начал привлекать к себе внимание общественности. Письма с призывом сохранить церковь были направлены Тукаевой в ЮНЕСКО и Администрацию президента России. Началась работа над созданием благотворительного фонда «Крохино», который был учреждён в декабре 2010 года в Москве (единственный учредитель и директор — Анор Тукаева).
Проект обсуждался и был поддержан специалистами институтов искусствознания, археологии РАН и культурного и природного наследия имени Д. С. Лихачёва.
Начинание в деле сохранения церкви получило одобрение со стороны Московской патриархии.
В течение нескольких лет в рамках проекта были собраны исторические и архивные данные о храме, получены экспертные заключения о его историко-архитектурной и культурной ценности, обследовано его техническое состояние и организованы десятки волонтёрских экспедиций для проведения антиаварийных работ на небольшом острове, образовавшемся вокруг затопленной церкви из обрушившихся в воду обломков стен (в том числе возведение рукотворной дамбы, защищающей здание от воздействия волн и льда)
В дальнейшем проект предусматривает обустройство мемориальной путевой часовни в нижнем ярусе колокольни храма и стилизацию маяка в верхнем ярусе.

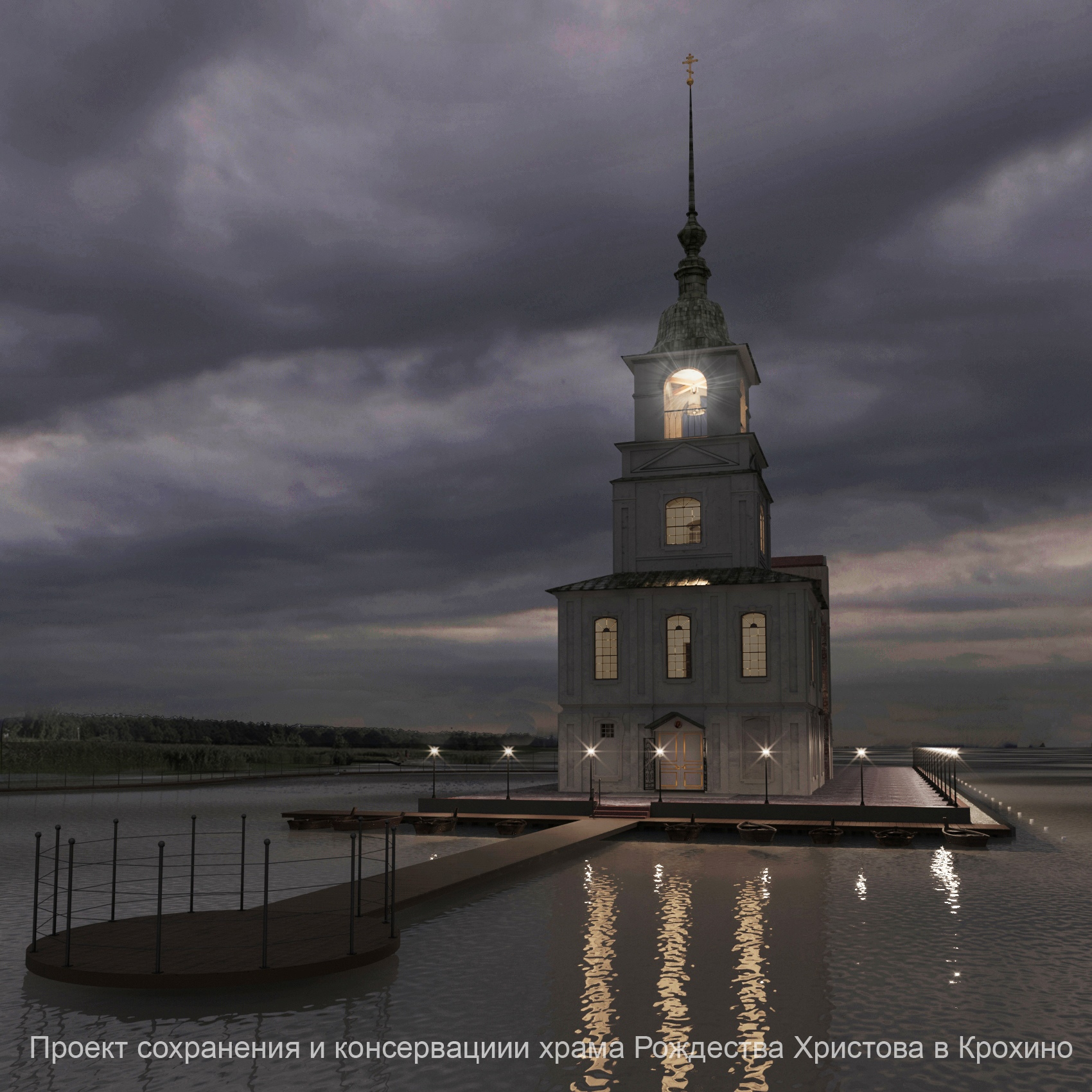
Проект восстановления церкви Рождества Христова в Крохине

Тележурналист Леонид Парфёнов, побывавший в Крохине во время съёмок своего документального фильма «Цвет нации», поддержал идею сохранения церкви-маяка, подчеркнув её историческую уникальность. В поддержку проекта также высказывались журналисты Андрей Леонтьев и Светлана Сорокина, поэтесса Юнна Мориц, писатель Роман Сенчин, публицист Александр Архангельский, певцы Ян Осин, Игорь Растеряев и Ольга Кормухина.
В поддержку проекта фондом «Крохино» были организованы благотворительные концерты, лекции и фотовыставка «Города под водой».
История затопленного храма в Крохине и волонтёрского проекта по его сохранению вдохновила режиссёра саратовского детского театра «Несмотря ни на что» Ольгу Сиваченко на создание пьесы «Звонари, или История не на оценку», премьера которой состоялась в апреле 2013 года в Москве.
В августе 2018 года администрация Вологодской области официально передала здание церкви Рождества Христова в собственность фонду «Крохино». Это первый в России случай передачи бесхозного мемориального объекта некоммерческой организации.
В декабре 2018 года проект по сохранению церкви в Крохине получил специальный приз жюри премии Русского географического общества, вручённый в Государственном Кремлёвском дворце режиссёром Никитой Михалковым. В церемонии принял участие президент России Владимир Путин.
По состоянию на осень 2020 года были произведены основные берегоукрепительные работы, установлен шпунт, закончены песконасыпные работы, сооружена частично пристань, установлены ледорезы.
27 июля 2024 года в восстанавливаемой колокольне был символически зажжён свет.